# ニュー・ミレニアム計画
ニュー・ミレニアム計画（英: New Millennium Program - NMP）とは宇宙探査・人工衛星における新技術の革新を目指すNASAのプロジェクト。ブッシュ政権下のFY2009予算より、計画への資金援助が削除されたため、事実上中止された計画である。
当初、ニュー・ミレニアム計画の宇宙機は、惑星間工学ミッションにはディープスペースの名が、地球観測工学ミッションには地球観測（Earth Observing）の名が与えられた。2000年の計画見直しにより、二つの工学ミッションは統合され、ニュー・ミレニアム計画はSpace Technology (ST)に改名された。

## ニュー・ミレニアム計画

### 計画の概要
- ディープ・スペース1号 – イオンエンジン、自動航法など12の新技術の実地試験。彗星・小惑星への接近も含め成功。
- ディープ・スペース2号 – 火星ペネトレーター。マーズ・ポーラー・ランダーとともに1999年に打ち上げ（失敗）

- 地球観測衛星1号 (EO-1) – (2000年打ち上げ) [2]

- Space Technology 5 – 三つのクラスター衛星。磁気圏の観測。
- Space Technology 6 – 星慣性位置決定システム

### 中止された計画
- シャンポリオン（ディープ・スペース4/サイエンス・テクノロジー4） – 2003年に打ち上げ、テンペル第1彗星に軟着陸、サンプルリーターンを行う計画だった。(1999年キャンセル)
- 地球観測衛星2号 – (1998年キャンセル)
- Earth Observing 3 (GIFTS) – 2005年6月打ち上げ予定だった。
- Space Technology 7 – 重力波観測。2009年の打ち上げを予定していた。
- Space Technology 8[3] – 2009年の打ち上げを予定。設計と開発はオービタル・サイエンシズだった。[4]